# Ulrich Enderwitz
Ulrich Enderwitz (* 1942) ist ein deutscher Religions- und Geschichtsphilosoph, Autor und Übersetzer. Sein achtbändiges Hauptwerk Reichtum und Religion publizierte er in einem Zeitraum von mehr als 20 Jahren.
Zudem schrieb er für die Streifzüge und übersetzte aus dem Englischen unter anderem Texte von Nigel Barley. 
Enderwitz war von 1971 bis 1995 mit Ilse Bindseil verheiratet.

## Schriften (Auswahl)
- Währung, Geld, Kredit. Überlegungen zur kapitalistischen Funktion und Entwicklung des allgemeinen Äquivalents. PapyRossa-Verlag, Köln 2019, ISBN 978-3-89438-716-7.
- Antisemitismus und Volksstaat. Zur Pathologie kapitalistischer Krisenbewältigung. 1. unveränderter Nachdruck der 2. Auflage von 1998.  Institut für Sozialkritik Freiburg (ISF) e. V. und ça-ira-Verlag, Freiburg/Wien 2018, ISBN 978-3-86259-148-0.
- Vergesellschaftung durch den Markt. Über den Kapitalismus als selbstgewirktes Schicksal einer politischen Emanzipation auf der Grundlage kommerziellen Austauschs. PapyRossa-Verlag, Köln 2016, ISBN 978-3-89438-612-2.
- Reichtum und Religion[4]
  - Buch 1:  Der Mythos vom Heros. PapyRossa-Verlag, Köln 1990, ISBN 978-3-924627-23-2 (neu aufgelegt 2014, ISBN 978-3-89438-565-1).
  - Buch 2: Der religiöse Kult. PapyRossa-Verlag, Köln 1991, ISBN 978-3-924627-27-0.
  - Buch 3, Band 1: Die Herrschaft des Wesens: Das Heil im Nichts. PapyRossa-Verlag, Köln 1996, ISBN 978-3-924627-48-5.
  - Buch 3, Band 2: Die Herrschaft des Wesens: Die Polis. PapyRossa-Verlag, Köln 1998, ISBN 978-3-89438-568-2.
  - Buch 3, Band 3: Die Herrschaft des Wesens: Der Konkurs der alten Welt. PapyRossa-Verlag, Köln 2001, ISBN 978-3-924627-50-8.
  - Buch 3, Band 4: Die Herrschaft des Wesens: Die Krise des Reichtums. PapyRossa-Verlag, Köln 2005, ISBN 978-3-924627-88-1.
  - Buch 4, Teil 1: Die Macht des Kapitals: Der Weg zur Macht. PapyRossa-Verlag, Köln 2010, ISBN 978-3-89438-445-6.
  - Buch 4, Teil 2: Die Macht des Kapitals: Die Methode der Macht. PapyRossa-Verlag, Köln 2013, ISBN 978-3-89438-535-4.